# Cercyonis abbotti
Cercyonis abbotti är en fjärilsart som beskrevs av Brown 1969. Cercyonis abbotti ingår i släktet Cercyonis och familjen praktfjärilar. Inga underarter finns listade i Catalogue of Life.